# Astragalus acanthochristianopsis
Astragalus acanthochristianopsis es una  especie de planta herbácea perteneciente a la familia de las leguminosas. Es originaria del Asia
Es una planta herbácea perennifolia, originaria de Afganistán.

## Taxonomía
Astragalus acanthochristianopsis fue descrita por   Kar. & Kir. y publicado en Biologiske Skrifter 9(3): 63. 1958.
Etimología
Astragalus: nombre genérico derivado del griego clásico άστράγαλος y luego del Latín astrăgălus aplicado ya en la antigüedad, entre otras cosas, a algunas plantas de la familia Fabaceae, debido a la forma cúbica de sus semillas parecidas a un hueso del pie.
acanthochristianopsis: epíteto